# Diplotrema micros
Diplotrema micros är en ringmaskart som först beskrevs av Lee 1959.  Diplotrema micros ingår i släktet Diplotrema och familjen Acanthodrilidae. Inga underarter finns listade i Catalogue of Life.